# Exoclimenella
Exoclimenella is een geslacht van kreeftachtigen uit de klasse van de Malacostraca (hogere kreeftachtigen).

## Soorten
- Exoclimenella denticulata (Nobili, 1906)
- Exoclimenella maldivensis Ďuriš & Bruce, 1995
- Exoclimenella sibogae (Holthuis, 1952)
- Exoclimenella sudanensis Ďuriš & Bruce, 1995